# Saguinus midas
Il tamarino dalle mani gialle (Saguinus midas Linneo, 1758) è un primate platirrino della famiglia dei Callitricidi.

## Distribuzione
Vive nella zona a nord del Rio delle Amazzoni compresa fra Brasile, Guyana francese, Suriname, Guyana e Venezuela: preferisce le aree di foresta pluviale giovane o secondaria.

## Descrizione

### Dimensioni
Misura fino a 70 cm, con la coda più lunga del corpo di 15 cm, per un peso di circa 460 g.

### Aspetto

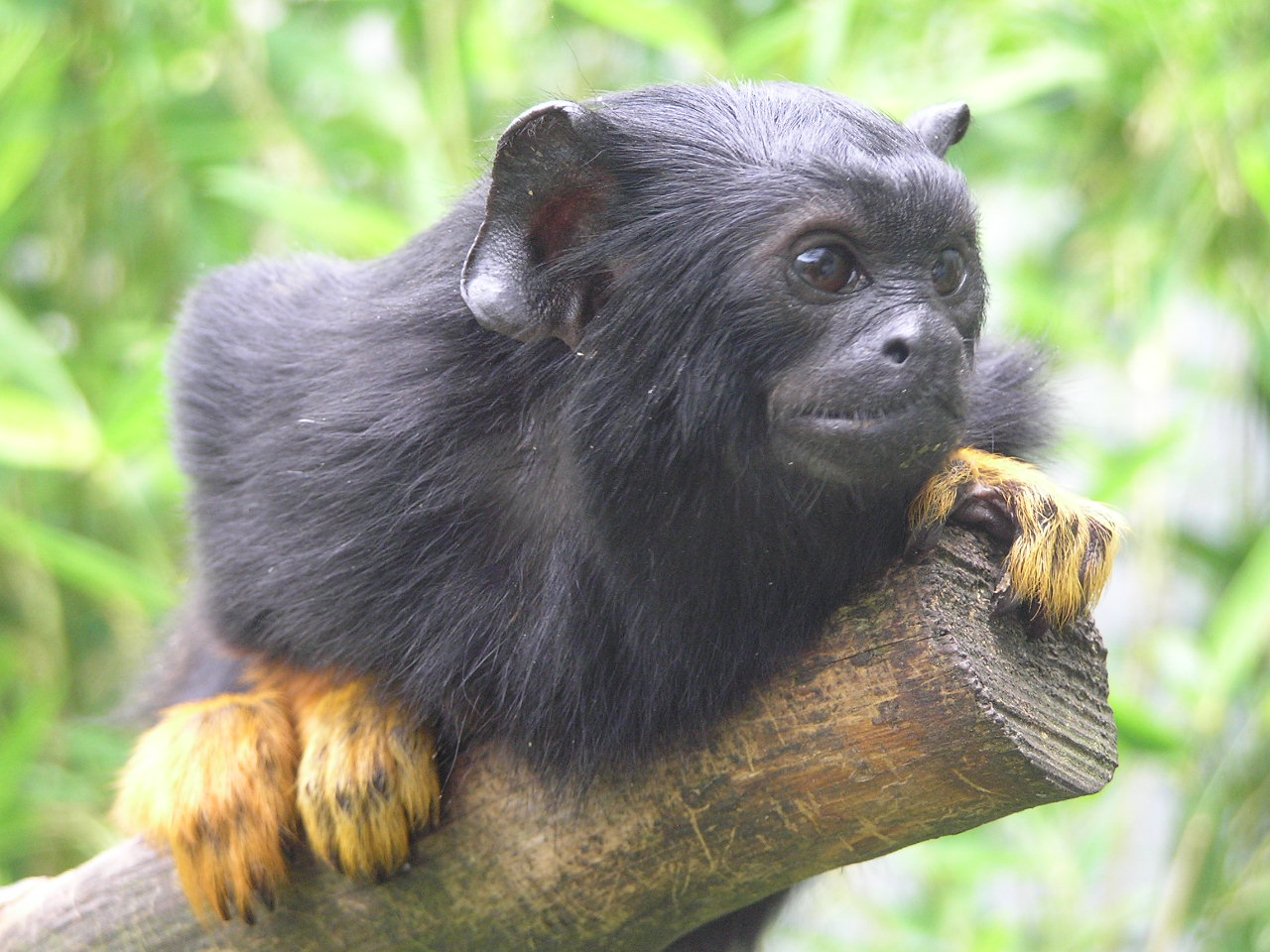
Un esemplare in natura: notare l'assenza di barba facciale ed il caratteristico colore delle mani.

Il pelo è lungo, di colore uniformemente nero, fatta eccezione per le mani, che sono ricoperte di pelo giallo o rosso-arancio: questa caratteristica peculiare spinse Linneo a classificare questi animali come Simia midas, dal leggendario Re Mida che aveva la capacità di trasformare in oro tutto ciò che toccava. Nonostante la stretta affinità genetica coi tamarini del gruppo S. mystax, non presenta una barba sulla faccia, che è invece glabra e nera.

Le mani presentano unghie appuntite a guisa di artigli, fatta eccezione per i pollici (non opponibili), sui quali è presente un'unghia larga ed appiattita. Sono presenti ghiandole soprapubiche e sottocaudali, delle quali l'animale si serve per marcare il territorio ed allo stesso tempo per comunicare ad altri individui sul proprio sesso, età, ricettività sessuale ecc.

## Biologia
Si tratta di animali diurni ed arboricoli: vivono in piccoli gruppi, comprendenti da due a sei individui, generalmente di diverse età e sessi e non imparentati fra loro. Ogni gruppo delimita un territorio di circa dieci ettari: sono del tutto eccezionali fenomeni di aggressività fra individui dello stesso gruppo.

Si tratta di saltatori eccezionali: sono stati riportati casi di individui che sono saltati al suolo da un'altezza di venti metri, senza riportare danni.

### Alimentazione
Si tratta di animali fondamentalmente insettivori e frugivori, che all'occorrenza non disdegnano di mangiare anche nettare, uova e piccoli vertebrati, che l'animale cattura saltando loro addosso dall'alto e finendoli con un morso alla nuca.

### Riproduzione
La femmina dominante, che è anche l'unica a potersi riprodurre, tende ad accoppiarsi con tutti i maschi del gruppo: è stato ipotizzato che in tal modo, essendo ciascun maschio sicuro di essere il padre dei cuccioli, tutti si prenderanno cura di loro.

La gestazione dura quattro mesi e mezzo, al termine dei quali vengono dati alla luce solitamente due gemelli, i quali passano in consegna agli altri individui del gruppo (in particolar modo i maschi), che li trasportano in giro e li lasciano alla femmina solo per la poppata, ogni due o tre ore: si pensa che questo comportamento sia un adattamento alle grandi dimensioni dei cuccioli (45 g cadauno alla nascita), che renderebbero quindi particolarmente lenta e vulnerabile la femmina, già provata per il parto, qualora quest'ultima dovesse anche trasportare i due cuccioli. Dividendosi così l'onere delle cure parentali coi maschi, viene ottimizzato il dispendio energetico per l'allevamento della prole.

I cuccioli vengono svezzati attorno ai tre mesi e raggiungono la maturità sessuale dopo l'anno e mezzo d'età.
Questi animali possono vivere oltre i 10 anni in natura e circa 16 anni in cattività.